# Маун Тхин Аун
Маун Тхин Аун (ထင်အောင်, также У Тхин Аун, У Тин Аун; 18 мая 1909 — 10 мая 1978) — бирманский учёный-культуролог, историк литературы и педагог, автор большого количества научных работ по истории и культуре Мьянмы (Бирмы).

## Биография
Родился в бирманской аристократической семье (в то время Бирма находилась под британским правлением и была частью колонии Британская Индия). Его родителей звали У Хпеин (отец) и Ми Ми (мать). Был прапраправнуком Маха Минхла Миндина Раза, придворного военачальника периода правления династии Конбаун, принимавшего участие в Первой англо-бирманской войне. У Тхин Ауна было шесть братьев и сестёр. Он был младшим из четырёх братьев, кроме него в семье родились Тин Тут, Мин Тейн и Чья Мин.
Тхин Аун окончил элитную англоязычную высшую рангунскую школу св. Павла. После её окончания отправился учиться в Великобритании, где получил степень бакалавра права от Кембриджского университета, бакалавра в области гражданского права от Оксфордского университета, магистра права от Лондонского университета (учился в его школе экономики) и докторскую степень в области антропологии и литературы в Тринити-колледже в Дублине.
Был ректором Рангунского университета в 1946—1958 годах и вице-канцлером в 1959 году, что делало его наиболее высокопоставленным академиком в структуре бирманского образования того времени.. В 1959—1962 годах был послом Бирмы на Цейлоне (ныне Шри-Ланка). Позже стал приглашённым профессором в Колумбийском университете, а затем в университете Уэйк-Форест.
Написал множество книг по бирманской истории как на английском, так и на бирманском языках. Его написанные на английском языке работы представили, как считается, необходимую бирманскую точку зрения для последующих международных исследований бирманской истории, современные (на то время) работы по которой ранее писались только британскими историками колониальной эпохи. Наиболее важные работы его авторства: «A History of Burma» (1967; рус. «История Бирмы»), «Folk Elements in Burmese Buddhism» (1962; рус. «Народные элементы в бирманском буддизме») и «Burmese Drama» (1937; рус. «Бирманская драма»). Одной из наиболее известных его работ является «Burmese Folk-Tales» (1948; в русском переводе — «Бирманские сказки» (1957)).